# Dendrobium von-paulsenianum
Dendrobium von-paulsenianum är en orkidéart som beskrevs av Alex Drum Hawkes. Dendrobium von-paulsenianum ingår i släktet Dendrobium, och familjen orkidéer. Inga underarter finns listade i Catalogue of Life.